# Marcel Kurpershoek
Paul Marcel Kurpershoek (Den Haag, 17 mei 1949) is een Nederlands arabist, schrijver en diplomaat.
Na een studie Arabisch aan de Rijksuniversiteit Leiden en de Universiteit van Caïro, was Kurpershoek sinds 1974 werkzaam bij het ministerie van Buitenlandse Zaken. Kurpershoek was hoofd van de Directie Midden-Oosten op het Nederlandse Ministerie van Buitenlandse Zaken. Daarna heeft voor de Verenigde Naties en de NAVO gewerkt. Vervolgens deed hij onderzoek naar bedoeïenen in Saoedi-Arabië en was vanaf 1998 buitengewoon hoogleraar bij de opleiding Talen en Culturen van het Islamitische Midden-Oosten aan de Universiteit Leiden. Hierna trad hij weer in dienst van Buitenlandse Zaken en werd Nederlands ambassadeur in Pakistan (2002-2005), Turkije (2005-2009) en Polen (2009-2013).
Van augustus 2013 tot december 2014 was hij speciaal gezant voor (maar niet in) Syrië.
- Bibsys: 90736190
- Bibliothèque nationale de France: cb134780777 (data)
- Gemeinsame Normdatei: 121030849
- International Standard Name Identifier: 0000 0001 0959 4579
- Library of Congress Control Number: n82006950
- Nationale Bibliotheek van Israël: 987007273746605171
- Nederlandse Thesaurus van Auteursnamen: 068447752
- Système universitaire de documentation: 069890757
- Virtual International Authority File: 22291712
- WorldCat: E39PBJkhF4bCfcfJxkCwD3W7HC